# Тёмное прошлое (фильм, 1948)
«Тёмное прошлое» (англ. The Dark Past) — фильм нуар режиссёра Рудольфа Мате, который вышел на экраны в 1948 году.
Фильм рассказывает о том, как оказавшийся в заложниках профессор психиатрии (Ли Дж. Кобб) за одну ночь излечивает от тяжёлой психической травмы закоренелого жестокого преступника (Уильям Холден), который после сеанса психотерапии больше не способен убивать.
Фильм поставлен по пьесе 1935 года американского драматурга Джеймса Уорвика «Тупик». В 1939 году по этой пьесе режиссёр Чарльз Видор поставил фильм «Тупик» с Честером Моррисом в главной роли. Сценаристы фильма 1939 года указаны и как сценаристы этого. Впоследствии по этой пьесе Уорвика было сделано ещё три телевизионных постановки в 1949, 1952 и 1954 годах.
Фильм относится к категории фильмов нуар с заложниками наряду с такими картинами, как «Окаменелый лес» (1936), «Ки-Ларго» (1948) и «Часы отчаяния» (1955). Как отметил киновед Эндрю Дикос, фильм построен вокруг набравшей популярность в послевоенном кино темы временной амнезии, «от которой часто страдают нуаровые персонажи», и «ещё более популярной темы фрейдистской психологии», которые также нашли отражение, в частности, в таких фильмах, как «Леди-призрак» (1944), «Меня зовут Джулия Росс» (1945), «Чёрный ангел» (1946), «Где-то в ночи» (1946), «Синий георгин» (1946), «Высокая стена» (1947) и многие другие.

## Сюжет
Доктор Эндрю Коллинз (Ли Дж. Кобб) работает штатным полицейским психиатром в одном из крупных американских городов. Однажды на просмотре задержанных полицией нарушителей закона Коллинз обращает внимание на 19-летнего парня, задержанного за ограбление и сопротивление властям. Несмотря на слова детектива о том, что это уже не далеко не первый раз, когда парня задерживают за преступление, Коллинз просит разрешения поработать с парнем, рассчитывая психотерапевтическими методами превратить его из потенциального преступника в нормального человека. В качестве подтверждения серьёзности своих слов Коллинз рассказывает детективу историю, которая приключилась с ним несколько лет назад:
В то время Коллинз работал профессором психологии в одном из университетов небольшого городка недалеко от канадской границы. Однажды в пятницу вечером он вместе с семьёй и группой друзей отправился на уикенд в свой загородный дом на берегу озера, где собирался отдохнуть, поохотиться и порыбачить, а также поработать над рецензией на новую книгу по психологии. Помимо жены Рут (Луис Максвелл) и сына Бобби (Роберт Хайятт) Коллинз пригласил в коттедж также своих знакомых — бизнесмена Фрэнка Стивенса (Уилтон Графф) с супругой Лорой (Адель Джергенс) и писателя Оуэна Тэлбота (Стивен Данн), которого с Лорой связывает плохо скрываемая взаимная симпатия. В тот же день из тюрьмы, убив двух охранников, сбегает опасный преступник Эл Уокер (Уильям Холден). Взяв в заложники начальника тюрьмы, Уокер в компании своей преданной подружки Бетти (Нина Фох) и двух подручных (Берри Крёгер и Роберт Остерлох) мчится к озеру, куда должен прибыть их сообщник, чтобы под покровом ночи переправить на другой берег. Когда Бетти сообщает Уокеру, что им надо будет переждать прибытия катера несколько часов в заброшенной хижине у берега, Уокер заявляет, что именно там их и будет искать полиция, принимая решение вместо этого переждать в расположенном поблизости коттедже Коллинза. После этого он выводит начальника тюрьмы из машины и хладнокровно убивает его прямо на дороге. Добравшись до дома Коллинза, Уокер со своими подручными отправляет всех, кроме хозяина, в спальные комнаты на второй этаж, а двух служанок запирает в подвале. Несмотря на напряжённость обстановки, Коллинз ведёт себя спокойно и уверенно. Он общается с Уокером не как заложник, а как врач с пациентом, подозревая, что тот страдает от какой-то формы психического расстройства. Некоторое время спустя к Коллинзу приезжает его друг и коллега, профессор Фред Линдер (Стивен Герей), с которым психиатр собирался пойти на охоту на следующий день. Фред привёз Коллинзу его охотничье ружьё, которое починил по его просьбе. Под угрозой оружия Уокер заставляет Коллинза открыть дверь, а сам прячется за шторой. Войдя в гостиную, Линдер чувствует неловкость обстановки и собирается уйти. В этот момент Коллинз глазами показывает ему, что в доме спрятался опасный преступник. Не раздумывая, Линдер хватается за ружьё, и пытается убить вышедшего из-за шторы Уокера. Однако бандит первым успевает выстрелить в него, и лишь благодаря тому, что в момент выстрела Коллинз успевает толкнуть Уокера, пуля только ранит Линдера в руку, после чего его вместе с остальными гостями отправляют на второй этаж.
На вопрос Коллинза, почему Уокер держит его в гостиной, а не отправляет к другим заложникам, бандит отвечает, что разделив их, ему легче управлять ситуацией, кроме того, он держит Коллинза одного внизу на случай появления нежданных гостей. С согласия Уокера, который проявляет определённый интерес к работе Коллинза, тот садится за работу над статьёй по книге «Сумасшествие и криминальное сознание». Заинтересовавшемуся Уокеру профессор рассказывает о механизмах функционирования сознательного и бессознательного в человеке, утверждая, что нарушение взаимодействия между ними может довести до тяжёлой психологической травмы и даже сумасшествия. Затем, когда Уокер засыпает на руках у Бетти, она рассказывает психотерапевту, что тот не может нормально спать, так как страдает от постоянно повторяющегося кошмара, в котором видит, как он оказывается в пустынном месте, где начинается сильный дождь. Неожиданно в его руках оказывается зонтик с заметной дырой, через которую дождь продолжает лить. При попытке заткнуть дыру ладонью, пальцы руки Уокера парализует. Тогда он пытается бежать из-под зонтика, однако со всех сторон его окружают металлические прутья, как у тюремной решётки, за которые он не может вырваться. После пробуждения Уокера Коллинз предлагает обсудить его страшный сон, говоря, что сможет помочь ему освободиться от этого кошмара навсегда. После согласия бандита Коллинз предлагает ему вспомнить о своём детстве и об отношениях с отцом и матерью. Тем временем уже глубокой ночью жена Линдера, обеспокоенная тем, что муж опаздывает домой на несколько часов, звонит в полицию. Зная, что Линдер должен был заехать к Коллинзу, полиция приезжает в дом профессора с проверкой, однако тот под угрозой оружия вынужден подтвердить, что Линдер давно уехал, а у него в доме всё спокойно. После этого во время игры в дартс Коллинз имеет возможность убить Уокера дротиком, однако не делает этого, заявляя, что «не убивает больных людей». Это пробуждает ещё большее доверие Уокера к Коллинзу как к врачу. Продолжая психотерапевтический сеанс, Коллинз на основе символики сна пытается выстроить реальную жизненную ситуацию, которая привела к психической травме Уокера. В конце концов, преступнику с помощью врача удаётся воссоздать сцену из детства, когда он, разозлившись на постоянные избиения своего жестокого отца, отвёл полицейских в салун, где тот играл в карты. Увидев копов, отец попытался достать пистолет, однако был застрелен на месте. Юный Уокер в этот момент спрятался под стол, на который затем упало тело застреленного отца. Сквозь дыру в столе на мальчика полилась кровь, и Уокер попытался заткнуть дыру рукой, но от этого его пальцы парализовало. Когда он попытался выскочить из-за стола, то увидел ноги окруживших стол полицейских, сквозь которые было невозможно проткнуться. В итоге Коллинз объясняет Уокеру, что прутья в его кошмаре — это ноги полицейских, зонтик — это стол, а дождь — это кровь. А безжалостность при убийствах уже взрослого Уокера Коллинз объясняет тем, что в каждой своей жертве он видел жесткого отца, которого, как он считает, он каждый раз убивал. Однако теперь, как уверен Коллинз, когда он объяснил Уокеру всё, что происходило с его психикой, тот свободен от преследовавшего его кошмара и больше не будет убивать. Тем временем, одной из запертых в подвале служанок удаётся развязаться и выбраться через окно на улицу. Она немедленно вызывает полицию, которая вскоре окружает дом Коллинза. Уокер вместе с Бетти собирается под прикрытием выстрелов выйти из дома и прорваться к машине, однако Коллинз говорит ему, что тот больше не сможет никого убить. Не веря психотерпевту, Уокер выходит на порог дома, замечая спрятавшегося в кустах полицейского с ружьём. Он берёт копа на мушку и готовится выстрелить. Однако образ отца, закрывающий копа, в глазах Уокера рассеивается, два парализованных пальца его руки неожиданно распрямляются, и он оказывается не в состоянии нажать на курок, чтобы убить человека.
Заканчивая свой рассказ, Коллинз говорит детективу, что с того момента Уокер более не мог убивать, а если бы его своевременно вылечили, возможно, вообще никогда никого бы не убил. Так и с этим 19-летним юношей. Если понять его и повести правильным путём, то он не станет очередным отбросом общества.

## В ролях
- Уильям Холден — Эл Уокер
- Нина Фох — Бетти
- Ли Дж. Кобб — доктор Эндрю Коллинз
- Адель Джергенс — Лора Стивенс
- Стивен Данн — Оуэн Талбот
- Луис Максвелл — Рут Коллинз
- Берри Крёгер — Майк
- Стивен Герей — профессор Фред Линдер
- Уилтон Графф — Фрэнк Стивенс
- Роберт Остерлох — Пит
- Кэтрин Кард — Нора
- Лестер Дорр — мужчина в «ряду для опознания» (в титрах не указан)

## Создатели фильма и исполнители главных ролей
Как пишет историк кино Шон Эксмейкер, в период с 1920 до середины 1930-х годов «у режиссёра фильма Рудольфа Мате была длительная и успешная карьера в качестве первоклассного кинооператора в Европе», где он снял такие признанные картины Карла Теодора Дрейера, как «Михаэль» (1924), «Страсти Жанны д’Арк» (1928) и «Вампир» (1932). Перебравшись в Голливуд, Мате в течение пяти лет подряд номинировался на Оскар как лучший оператор за фильмы «Иностранный корреспондент» (1940), «Леди Гамильтон» (1941), «Гордость янки» (1943), «Сахара» (1943) и «Девушка с обложки» (1944). Он также снял два высоко оценённых фильма нуар — «Гильда» (1946) и «Леди из Шанхая» (1947), оба с Ритой Хейуорт — вскоре после чего перешёл в режиссёры, поставив такие фильмы нуар, как «Мёртв по прибытии» (1950), «Станция Юнион» (1950) с Холденом в главной роли и «Второй шанс» (1953).
По словам Эксмейкера, «совершенно случайно как Кобб, так и Холден добились прорыва в Голливуде, снявшись вместе в фильме „Золотой мальчик“ (1939), где молодой красивый исполнитель эпизодических ролей Холден сыграл свою первую главную роль, а Кобб сыграл его отца. Как пишет биограф Холдена Боб Томас, эта история не способствовала гладкости в установлении рабочих отношений между ними во время съёмок „Тёмного прошлого“. Постоянный негатив и чудачества Кобба, как говорят, пошатнули доверие Холдена к партнёру, и Нина Фох была вынуждена заняться его восстановлением».
Позднее Холден сыграл в фильмах нуар «Бульвар Сансет» (1950), который принёс ему номинацию на «Оскар», и «Поворотная точка» (1952), а также в таких признанных картинах, как «Лагерь для военнопленных № 17» (1953, за роль в котором он получил «Оскар»), «Мост через реку Квай» (1957), «Дикая банда» (1969) и «Телесеть» (1976, номинация на «Оскар»). Ли Джей Кобб в дальнейшем дважды номинировался на Оскар за роли второго плана в фильмах «В порту» (1954) и «Братья Карамазовы» (1958). Кроме того, он прославился игрой в таких криминальных драмах и фильмах нуар, как «Бумеранг!» (1947), «Звонить Нортсайд 777» (1948), «Воровское шоссе» (1949), «12 рaзгневанных мужчин» (1957) и «Девушка с вечеринки» (1958). Нину Фох киновед Эксмейкер назвал «пронзительной красавицей фильмов категории В, которая перешла на картины категории А» после успеха в фильме нуар «Меня зовут Джулия Росс» (1945). Помимо этой картины он сыграла в таких фильмах нуар, как «Джонни О'Клок» (1947), «Джонни Аллегро» (1949), «Человек под прикрытием» (1949) и «Беззаконие» (1955).

## Тема психоанализа в фильмах нуар 1940-х годов
Как написал кинообозреватель Дейв Керр, фильм Чарльза Видора «Тупик» (1939) был «одним из первых американских триллеров, затронувших учение Фрейда, которое стало очень популярно в кино в 1940-е годы». Эксмейкер отметил, что «к середине 1940-х годов под влиянием набравшего популярность психоанализа фильм нуар погрузился в тёмные уголки сознания благодаря его культурному воздействию». В результате появились такие послевоенные триллеры, как «Головокружение» (1945) Альфреда Хичкока, «Тёмное зеркало» (1946) Роберта Сиодмака и «Конфликт» (1945), в котором психиатр в исполнении Сидни Гринстрита ведёт интеллектуальную игру с предполагаемым убийцей в исполнении Хамфри Богарта. Фильм «Тёмное прошлое» вышел через несколько лет после начала «любовного романа Голливуда с психоанализом. Он идёт по стопам „Головокружения“, применяя фрейдовский анализ сновидений для раскрытия и излечения психологических ран прошлого… при чём в рекордные сроки!». Как было отмечено в посвящённой фильму рецензии «Нью-Йорк Таймс», хотя «на сегодняшний момент соединение Фрейда с фильмами не является особенной новостью, приятно сообщить, что „Тёмное прошлое“ добивается одного из наиболее впечатляющих результатов от такого слияния».

## Оценка фильма критикой

### Общая оценка фильма
После выхода фильма на экраны он получил достаточно высокие оценки критики. В частности, журнал Variety назвал его «свежей и ясной мелодрамой», а газета «Нью-Йорк Таймс» оценила картину как «лаконичный и чёткий, хорошо сделанный маленький фильм». В её рецензии отмечается, что фильм «выливается в ясную, напряжённую и умную мелодраму», которая опирается на облегчённую версию «психоанализа, не запутывая зрителя его терминологией». И несмотря на то, что студия уже делала фильм по этой пьесе в 1939 году, «Тёмное прошлое» «ни в коем случае не смотрится как что-то скучное или повторяющее предыдущую картину».
Современные киноведы оценили фильм более критично. Крейг Батлер, в частности, отметил, что «без сомнения фильм производил более мощное и сильное впечатление в момент своего первого выхода на экраны, чем он смотрится сегодня». В частности, трактовка психоанализа в фильме «воспринимается сегодня не более чем бесхитростный лепет, а способность психолога излечить ожесточённого убийцу за несколько кратких часов настолько нелепа, что не может не вызвать смех». Кроме того, фильму вредит «тяжеловесный диалог» и «его слишком очевидное театральное происхождение», а «недостаток разнообразия в интерьере, который мог бы использоваться для создания надлежащей клаустрофобической атмосферы, наоборот приводит к визуально скучному фильму».
Алан Силвер назвал картину «наглядным примером упрощения Голливудом фрейдовской психологии. Используя анализ снов как основу для анализа психологических проблем преступного отклонения от нормы, фильм течёт в мрачной традиции „Головокружения“ Альфреда Хичкока». К уникальным чертам картины Сильвер относит постановку эпизодов сна и грубый, жестокий образ, который создаёт Холден . Рецензент журнала TimeOut обращает внимание на «театральный характер» постановки и на «неубедительность сюжетного поворота» с излечивающим преступника сеансом психоанализа, который «сопровождается значительной поп-психологией». Эксмейкер также указывает на то маловероятное обстоятельство, что «глубокий фрейдистский анализ излечивает эдипову драму гангстера за одну ночь». По мнению Денниса Шварца, это «напряжённый фильм о гангстере и заложниках, действие которого происходит в 1940-е годы, в котором преступники расхаживают в изящных шляпах и дорогих костюмах. Потому всё это больше похоже на спектакль, чем на фильм, что не удивительно, так как изначально он и был пьесой». Шварц замечает, что хотя весь фильм «построен на поп-психологии, тем не менее актёры настолько серьёзны по поводу всего происходящего, что очень забавно слушать их реплики с бесстрастными лицами». И, конечно, чтобы «поверить этому фильму, надо принять на веру тот факт, что психиатр за несколько часов способен излечить преступника от убийств навсегда». Иными словами, с точки зрения демонстрации фрейдовского психоанализа, «это чисто голливудский фокус-покус, хотя и хорошо сыгранный». По мнению Селби, фильм с помощью «психологической концепции пытается анализировать и объяснить кошмарные корни психопатического поведения убийцы», а Кини полагает, что фильм «предлагает спорное решение в отношении жестоких преступников — направлять молодых нарушителей закона в психиатрические лечебницы вместо тюрьмы, прежде чем они успеют превратиться в безумных убийц».

### Оценка работы режиссёра и творческой группы
Положительно оценивший картину рецензент «Нью-Йорк Таймс» написал: "Отрадно отметить, что сценаристы и режиссёр Рудольф Мате успешно ввели в увлекательное повествование такие научные понятия, как «насилие», «сознание» и «подсознание», а также «постоянную угрозу со стороны агрессивного Уокера, напряжённо пытающегося отбиться от вопросов профессионально настойчивого психиатра».
Эксмейкер обращает внимание на то, что «это лишь второй фильм Мате в качестве режиссёра, когда он всё ещё был на пути к своим лучшим результатам в плане работы с актёрами, постановки драматических сцен и выработки повествовательного ритма». Потому «Мате и его сценаристы не смогли полностью сгладить шероховатости пьесы в своей экранизации, а упрощение ими психоанализа было чересчур поверхностным даже для 1948 года». Вместе с тем Эксмейкер отмечает, что «сила Мате заключена в его визуальном чувстве. В некоторых хорошо поставленных сценах он добивается наилучших результатов при интерьерных съёмках, и с помощью простых технологий с максимальной силой визуально передаёт повторяющийся кошмар Уокера. Абстрактный образный мир Холдена погружён в туман пустоты, где бесплотный мрак разбивают лишь падающий дождь, зонт и сюрреалистическая клетка из стальных прутьев. Этот мир становится совсем призрачным и странным, когда Мате переводит изображение в негатив, что делает дождевые капли тёмными и угрожающими, как падающий с неба чёрный яд».
Кини отмечает, что «хотя режиссёр Мате перебарщивает с использованием некоторых нуаровых приёмов (манера повествования, флэшбек, флэшбек во флэшбеке и странный эпизод со сном), они срабатывают хорошо, делая прозаический сюжет более интересным». На сайте Американского института киноискусства также обращается на применение в фильме нестандартных операторских приёмов, в частности, на то «начальные эпизоды снимались с использованием техники субъективной камеры и показывались глазами доктора Эндрю Коллинза,… а эпизод сновидения выполнен в негативном изображении».

### Оценка актёрской игры
По мнению рецензента «Нью-Йорк Таймс», «Уильям Холден отличен в роли мучимого сновидением убийцы, одновременно безжалостного, нервного, и по-взрывному опасного, который неохотно подчиняется „эксцентричной“ тактике доктора». С другой стороны, Ли Дж. Кобб создаёт не менее превосходный образ невозмутимого учёного, который стремится «излечивать людей, а не убивать их». Нина Фох сдержанно и профессионально играет подружку гангстера, который страдает от эдипова комплекса. «Гости в доме доктора Стивен Герей, Адель Джергенс и Уилтон Графф, а также преступники, особенно, Берри Крёгер играют непритязательно, но умело». По мнению рецензента Variety, «всегда уверенный в себе, курящий трубку Кобб искусно создаёт образ врача, Холден убедителен в роли напряжённо-нервного заключённого в бегах, а Нина Фох хорошо справляется со своей ролью подружки гангстера».
Крейг Батлер также приходит к заключению, что, «к счастью, фильм содержит мощную, отчаянную игру Уильяма Холдена и более тихую и сдержанную, но всё же тоже гипнотическую игру Ли Дж. Кобба. Две эти работы наряду с игрой Нины Фох, а также отдельными художественными приёмами режиссёра Рудольфа Мате делают фильм заслуживающим внимания». При этом критик замечает, что хотя «ни для Холдена, ни для Кобба это не были их лучшие роли», тем не менее «каждый из них исполняет свою партию, нажимая на правильные кнопки и используя свои значительные способности, чтобы вдохнуть жизнь в эту в остальном обычную мелодраму».
Эксмейкер назвал картину «малым нуаром, значимым главным образом нехарактерно звериным образом», который создаёт Холден, демонстрируя «крайние проявления тех душевных травм и психической неустойчивости с помощью напряжённой гримасы под садистской ухмылкой или медленно-горящего взгляда готового к нападению человека». Критик напоминает, что «Холден и ранее играл коварных, морально неоднозначных и даже жестоких людей, но Эл Уокер стал единственным подлинным психопатом в его карьере. Со стрижкой ёжиком (которой он напоминает Богарта в „Высокой Сьерре“ (1941)) и чертами лица, высвеченными жёстким светом при минимальном гриме, это совсем не тот игривый мошенник или очаровательный циник, которых так хорошо умел играть Холден». Это «ожесточённый, суровый и безжалостный персонаж с садистским уклоном, который переполнен гневом, и Холден с нарастающей степенью показывает его отвратительный характер». Далее Эксмейкер отмечает, что хотя «Холден и возглавляет список актёров», тем не менее, указанный третьим Ли Дж. Кобб «присутствует на экране больше него». Критик пишет, что Кобб умел играть «официальных лиц, обычно суровых, несгибаемых боссов, в частности, в таких фильмах, как „Звонить Нортсайд 777“ (1948) и „Бумеранг!“ (1947)». Однако в этой картине Кобб демонстрирует «намного более отеческий тип официального лица, утишающий и сочувствующий (и, может быть, лишь слегка раздражённый), когда он пытается вывести Уокера из его защитной позы и поговорить о его самых подавляемых воспоминаниях». Кобб играет своего персонажа «с необыкновенной уверенностью и невозмутимым контролем, ни на секунду не теряя хладнокровия и самообладания. Как будто для него быть взятым в заложники — это всё равно, что провести очередной день в своём офисе».